# Argyrodes alannae
Argyrodes alannae är en spindelart som beskrevs av GroStal 1999. Argyrodes alannae ingår i släktet Argyrodes och familjen klotspindlar. Inga underarter finns listade i Catalogue of Life.